# Мадагаскар на зимних Олимпийских играх 2006
Мадагаскар впервые в своей истории принимал участие в зимних Олимпийских играх, и в Турине был представлен одним спортсменом.

## Горнолыжный спорт
| Спортсмен          | Дисциплина        | Время          | Время     | Время   | Место |
| Спортсмен          | Дисциплина        | Попытка 1      | Попытка 2 | Сумма   | Место |
| ------------------ | ----------------- | -------------- | --------- | ------- | ----- |
| Матьё Разанаколона | Слалом            | не финишировал | не прошёл | -       | -     |
| Матьё Разанаколона | Гигантский слалом | 1:39.10        | 1:27.33   | 3:06.43 | 39    |